# Giuseppe Maria Manassei
Giuseppe Maria Manassei da Terni (* 4. Juni 1685 in Terni; † 1. Januar 1762 in Todi) war von 1740 bis 1747 der 40. Generalminister des Kapuzinerordens. 

## Leben
Giuseppe Maria Manassei, Taufname Giuseppe Felice, aus der Familie der Grafen von Manassei, eine Patrizierfamilie in Terni, trat nach dem in Rom absolvierten Theologiestudium und der Priesterweihe 1712 in der Ordensprovinz Umbrien in den Kapuzinerorden ein.  
Er war Lektor der Philosophie und Theologie und mehrfach Provinzialminister (gewählt 1726, 1732 und 1738). Auf dem Generalkapitel am 3. Juni 1740 zum Generalminister gewählt, blieb er sieben Jahre im Amt (bis zum 20. Mai 1747). Danach kehrte er nach Umbrien zurück.
1754 wurde er von Papst Benedikt XIV. beauftragt, den Streit zwischen dem König von Neapel (Karl VII.) und dem Großmeister der Malteserritter beizulegen.
Er starb am 1. Januar 1762 in Todi.